# Condado de Cobatillas

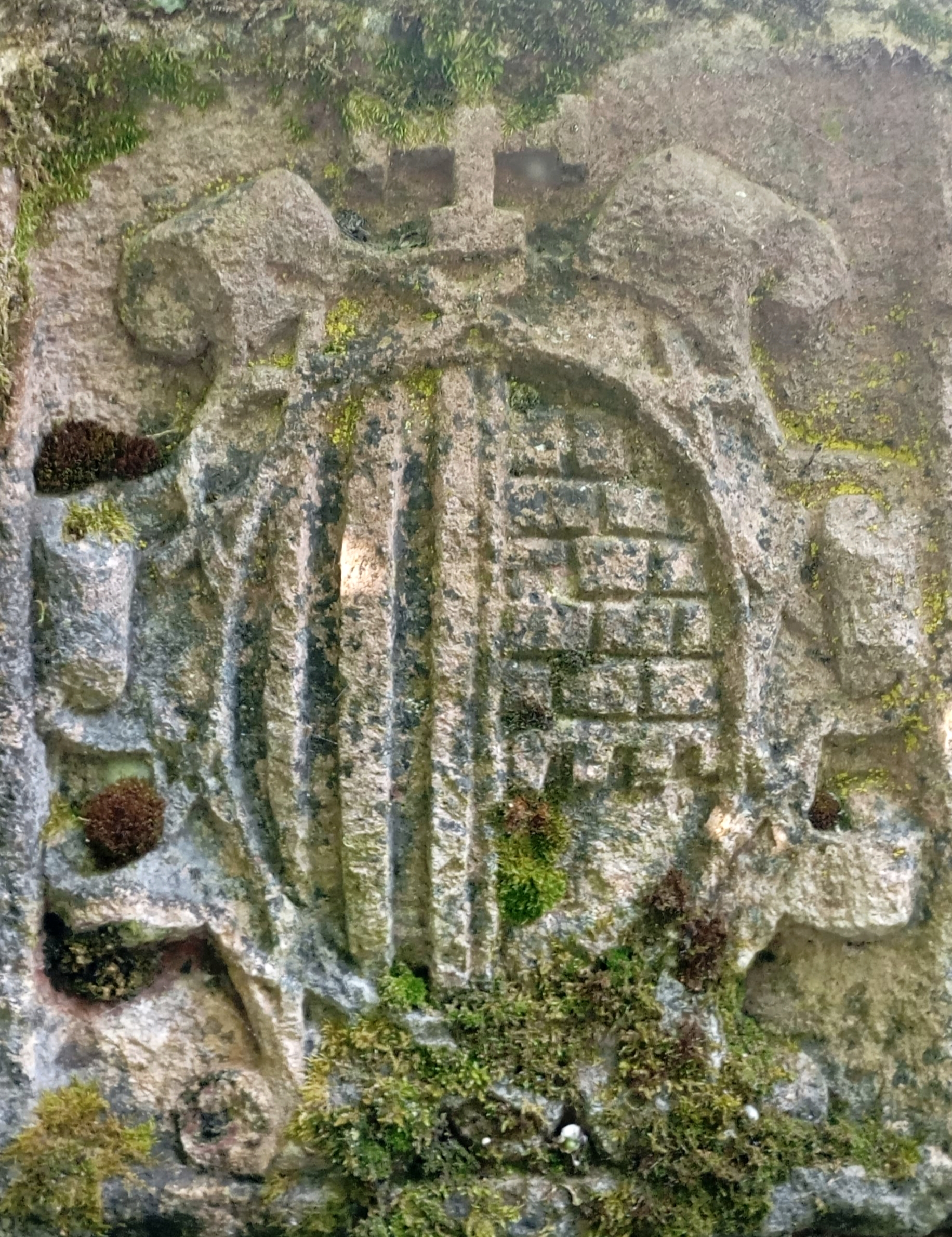
El escudo Covatillas, labrado en la icónica fuente de este despoblado de la provincia de Segovia, es atribuido a este título nobiliario

El condado de Cobatillas es un título nobiliario español de carácter hereditario que fue concedido el 11 de enero de 1661 por Felipe IV a Luis Jerónimo de Contreras y Velázquez de Cuéllar, caballero de la Orden de Santiago, regidor perpetuo y procurador en cortes por la ciudad de Segovia, alcalde-corregidor de Madrid y del Consejo de Hacienda de Felipe IV, con el vizcondado previo de Laguna de Contreras.
Su nombre hace referencia al núcleo despoblado de Covatillas, en la provincia de Segovia, comunidad autónoma de Castilla y León, y su actual poseedor es Fernando Gallego de Chaves y Castillo.

## Condes de Cobatillas
|                                  | Titular                                              | Periodo                          | Casa                             |
| Creación por Felipe IV de España | Creación por Felipe IV de España                     | Creación por Felipe IV de España | Creación por Felipe IV de España |
| -------------------------------- | ---------------------------------------------------- | -------------------------------- | -------------------------------- |
| I                                | Luis Jerónimo de Contreras y Velázquez de Cuéllar    | 1661-¿?                          | Casa de Contreras                |
| II                               | Antonio Manuel de Contreras y Villarroel             | ¿?-1690                          | Casa de Contreras                |
| III                              | Victoria Bernarda de los Reyes Contreras de la Torre | 1690-1749                        | Casa de Contreras                |
| IV                               | Fernando de Sada y Contreras                         | 1749-1767                        | Casa de Sada                     |
| V                                | Fernando de Sada Bermúdez de Castro                  | 1767-1806                        | Casa de Sada                     |
| VI                               | Manuel de Sada y Bermúdez de Castro                  | 1806-1827                        | Casa de Sada                     |
| VII                              | Fernando de Sada y Montaner                          | 1827-1861                        | Casa de Sada                     |
| VIII                             | Eduardo de Sada y López Lisperguer                   | 1861-1899                        | Casa de Sada                     |
| IX                               | Victoriano Miguel de Chaves y Cistué                 | 1899-1913                        | Casa de Chaves                   |
| X                                | María de los Dolores de Chaves y Cistué              | 1915-1935                        | Casa de Chaves                   |
| XI                               | Fernando Gallego de Chaves y Calleja                 | 1956-1974                        | Casa de Chaves                   |
| XII                              | Antonio Gallego de Chaves y Escudero                 | 1976-1994                        | Casa de Chaves                   |
| XIII                             | Fernando Gallego de Chaves y Castillo                | 1994-                            | Casa de Chaves                   |

## Historia de los condes de Cobatillas
- Luis Jerónimo de Contreras y Velázquez de Cuéllar (Segovia, 1595- ¿? ), I conde de Cobatillas,[1] I vizconde de Laguna de Contreras, Caballero de la Orden de Santiago (1622), capitán del Regimiento del Príncipe, regidor de Segovia, corregidor de Madrid, procurador en Cortes por la ciudad de Segovia, y miembro del Consejo de Hacienda. Hijo de Juan Gerónimo de Contreras y de Marina Velázquez de Velasco, contrajo matrimonio con Victoria de Villarroel y Peralta, hija de Alonso de Villarroel Velázquez y Peralta, caballero de la Orden de San Juan.[2][3]

Le sucedió su hijo.
- Antonio Manuel de Contreras y Villarroel (1643-1690), II conde de Cobatillas,[3] Caballero de la Orden de Calatrava, Regidor de Segovia, miembro de la Cofradía del Moyo en la parroquia de San Martín de Segovia. Se casó en primeras nupcias con 'María de Amezqueta y Guzmán y en segundas con Bernarda de la Torre y Pérez de Pomar[3][4]( ¿? -1694), II baronesa de San Juan del Castillo.

Le sucedió su hija del segundo matrimonio.
- Victoria Bernarda de los Reyes Contreras de la Torre (1684-1749), III condesa de Cobatillas[3] y III baronesa de San Juan del Castillo. Contrajo matrimonio el 25 de marzo de 1698 en la iglesia de San Gil Abad de Zaragoza con Fernando de Sada y Antillón (Alagón, 1671-ibídem, 1729), I marqués de Campo Real.[5][6]

- Fernando de Sada y Contreras (Alagón, 1704-6 de diciembre de 1767). IV conde de Cobatillas, II marqués de Campo Real,[7][6] IV barón de San Juan del Castillo, IV conde de Cobatillas, Regidor de Segovia y mayordomo de la Cofradía de la Santa Fe de Zaragoza. Se casó el 16 de septiembre de 1730 con María Ignacia Bermúdez de Castro y Azlor (m. 26 de enero de 1762), hija de Juan Bermúdez de Castro y Rosa Azlor.[7]

Le sucedió su hijo.
- Fernando de Sada Bermúdez de Castro (1732-19 de abril de 1806), V conde de Cobatillas, III marqués de Campo Real,[6]  V Barón de San Juan del Castillo, Comendador de la Orden de Santiago, Mariscal de Campo, Gentilhombre de Cámara y Regidor de Segovia. Contrajo matrimonio el 16 de julio e 1762 con Josefa Crespí de Valldaura y Aguilera (m. 3 de abril de 1803), marquesa de Peñafuente, miembro de la Orden de las Damas Nobles de la Reina María Luisa. Sin descendencia.

Le sucedió su hermano.
- Manuel de Sada y Bermúdez de Castro (1738-10 de febrero de 1827), VI conde de Cobatillas, IV marqués de Campo Real,[6] VI Barón de San Juan del Castillo y Caballero de la Orden de San Juan de Jerusalén. Casado con Manuela de Negrete y Adorno (m.  1841), hija del II conde de Campo de Alange. Sin sucesión.

Le sucedió su sobrino.
- Fernando de Sada y Montaner (1791-16 de julio de 1861), VII conde de Cobatillas, V marqués de Campo Real,[6] VII Barón de San Juan del Castillo, mariscal de Campo condecorado con la Gran Cruz de la Orden de San Hermenegildo, Gentilhombre de Cámara, Ministro del Tribunal Supremo y Consejero del Supremo de Guerra y Marina. Se casó el 20 de abril de 1816 con Evarista López-Lisperguer Arjona y Quintana.

Le sucedió su hijo.
- Eduardo de Sada y López-Lisperguer (m. 17 de junio de 1899), VIII conde de Cobatillas, VI marqués de Campo Real,[6]  VIII barón de San Juan del Castillo, capitán condecorado con dos Cruces de 1.ª clase de la Orden de San Fernando, Comendador de la Orden de Carlos III y Gentilhombre de Cámara. Contrajo tres matrimonios.  El primero el 26 de junio de 1847 con María del Carmen Torrijos y Vinuesa,[6] sobrina del General Torrijos. Se casó en segundas nupcias el 3 de noviembre de 1878 con Carolina Barbano Marco, y en terceras nupcias el 19 de octubre de 1894 con María Isabel Martí Miguel y Roco de Sola.

- Victoriano Miguel de Chaves y Cistué (¿?-Madrid, 2 de mayo de 1913), IX conde de Cobatillas, grande de España, comandante de caballería, Gentilhombre de Cámara con ejercicio y servidumbre. Casado con María Rosario Téllez-Girón y Fernández de Córdoba (1872-1957), XV condesa de Peñaranda de Bracamonte y XII condesa de Pinto. Sin sucesión. Residió el matrimonio en el número 13 de la Costanilla de los Ángeles (Madrid).[8]

Le sucedió su hermana.
- María de los Dolores de Chaves y Cistué (Madrid, 3 de febrero de 1856-ibídem, 14 de diciembre de 1935), X condesa de Cobatillas,[9] casada con Vicente Busto Rodríguez en Madrid el 16 de enero de 1882. Tuvo un hijo, José María del Busto y Chaves (Madrid, 4 de febrero de 1889 - Madrid, 29 de enero de 1935), escritor.

Le sucedió el hijo de su prima.
- Fernando Gallego de Chaves y Calleja Madrid, 26 de mayo de 1889-ibídem, 24 de diciembre de 1974),[10] XI conde de Cobatillas,[11] VIII marqués de Quintanar con Grandeza de España, III marqués de Velagómez, XII conde de Santibáñez del Río, Ingeniero de Caminos, Jefe de Obras Públicas de Segovia, Presidente del Patronato Nacional de Turismo. Escritor, literato y poeta, colaborador de ABC y La Nación. Casado con Elena de Escudero y Ohaco.

Le sucedió su hijo.
- Antonio Gallego de Chaves y Escudero (1935-¿? ), XII conde de Cobatillas,[12] IX marqués de Quintanar con Grandeza de España, IV marqués de Velagómez. Se casó en julio de 1963 en Madrid con Belén Castillo Moreno, hija del VI marqués de Jura Real.[13]

Le sucedió su hijo.
- Fernando Gallego de Chaves y Castillo (n. 1966), XIII conde de Cobatillas.[14] Casado con Isabel Lozano Vallejo.